# Cimetière Saint-Louis de La Nouvelle-Orléans
Pour les articles homonymes, voir Cimetière Saint-Louis.
Le cimetière Saint-Louis de La Nouvelle-Orléans est le plus ancien cimetière de la ville de La Nouvelle-Orléans, dans l'État de Louisiane. Il fut ouvert en 1789 à l'époque de la Louisiane française. Il se compose de trois parties distinctes situées au nord du Vieux carré, le quartier français historique de La Nouvelle-Orléans. Ces trois emplacements sont proches les uns des autres et correspondant au développement de la ville et à l'extension devenue nécessaire du cimetière Saint-Louis.

## Historique

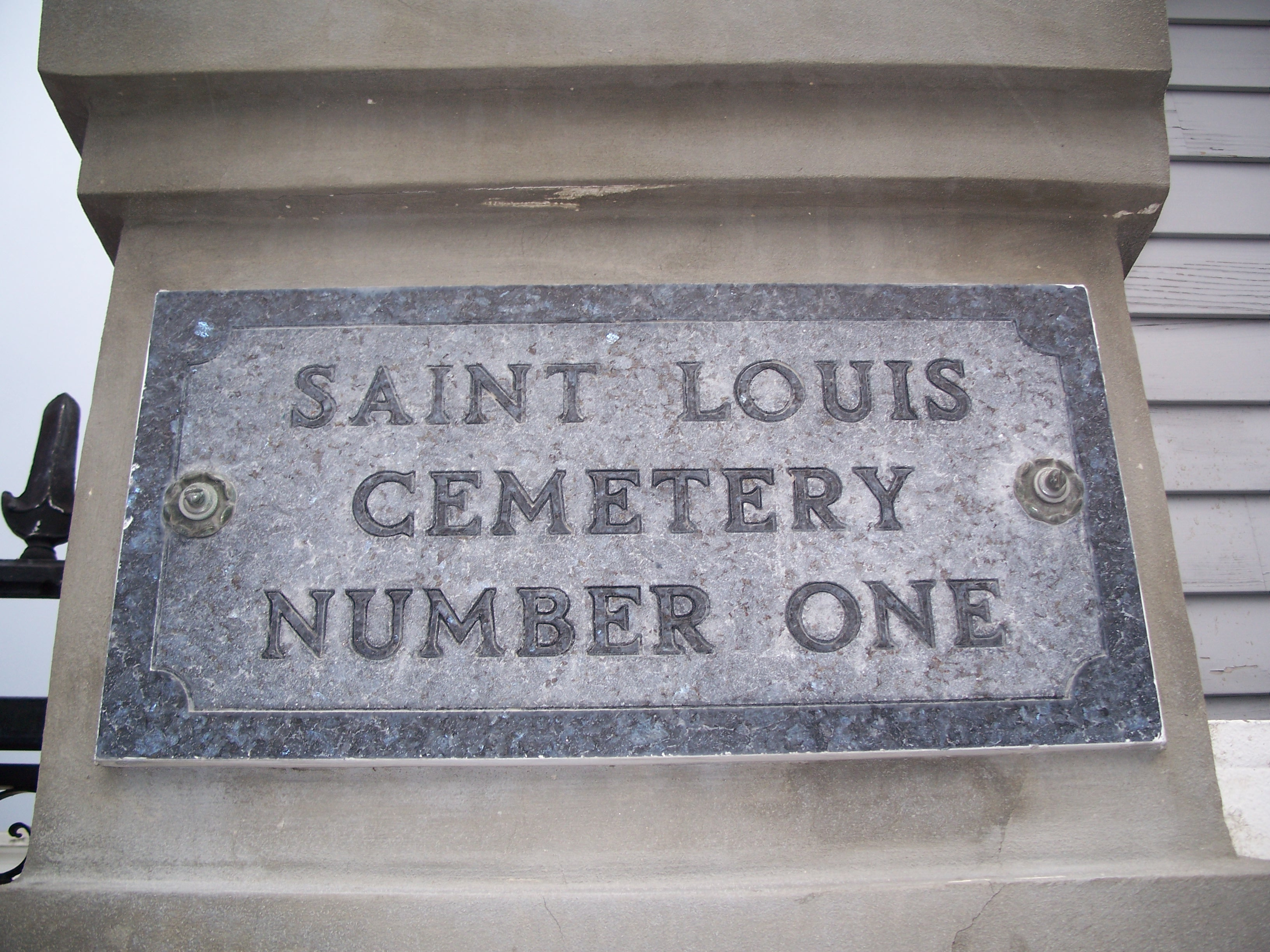
Entrée principale du cimetière Saint-Louis no 1.

Le cimetière Saint-Louis no 1, le plus ancien, fut aménagé et ouvert de 1789, à la suite de l'incendie qui ravagea le précédent lieu d'enterrement en 1788. Il est situé au nord du quartier français, à huit pâtés de maisons du fleuve Mississippi, au nord de Basin Street. Le cimetière N°1 possède une majorité de tombes de familles franco-louisianaises et beaucoup d'entre elles sont rédigées en langue française. Un secteur du cimetière concerne les personnes de confession protestante. On y trouve également des personnalités vaudous.
En 1823 fut inaugurée une première extension, avec l'ouverture du cimetière Saint-Louis no 2, située à trois pâtés de maisons du premier cimetière. Ce cimetière renferme les tombes de nombreux musiciens de jazz et de blues et fait partie du patrimoine créole et afro-américain.
En 1854, fut ouvert le dernier emplacement, le cimetière no 3 à trois kilomètres du quartier français historique, près du Bayou Saint-Jean (La Nouvelle-Orléans)bayou Saint-Jean, le long de l'Esplanade avenue. Les tombes y sont plus richement ornées et ouvragées que dans les deux précédents et témoignent de la réussites et de la fortune de ceux qui y furent enterrés.

## Tradition française
Le cimetière Saint-Louis présente un aspect original, très français, qui le distingue de l'ensemble des cimetières américains. En effet, dès sa mise en service, au XVIIIe siècle, les tombes furent érigées au-dessus du sol, et non dedans, en raison de la présence de la nappe phréatique couvrant la plus grande partie du territoire de La Nouvelle-Orléans, située au-dessous du niveau de la mer et entrecoupés de nombreux bayous. Il était impossible de creuser le sol afin d'y enterrer les morts en pleine terre. Les pierres tombales et l'ensemble des sépultures et chapelles s'élèvent au niveau du sol et rappellent le style traditionnel des cimetières français et notamment le plus célèbre d'entre eux, le cimetière du Père-Lachaise à Paris par son organisation et sa vue d'ensemble.

## Personnalités
classées par ordre alphabétique
- Ernest Joseph Bellocq (1873-1949)
- Étienne de Boré (1741-1820)
- Charles Dominique Joseph Bouligny (1773-1833)
- Charles Genois (1793-1866)
- Barthélémy Lafon (1769-1820)
- Delphine Lalaurie (1787-1849)
- Marie Laveau (1794-1881)
- Bernard Xavier Philippe de Marigny (1785-1868)
- Étienne Mazureau (1777-1849)
- Joseph Edgard Montegut (1806-1880)
- Paul Morphy (1837-1884)
- Jacques-François Pitot (1761-1831)
- Homère Plessy (1863-1925)
- Paul Sarebresole (1875-1911)
- Pierre Soulé (1801-1870)
- Charles Trudeau (1750-1816)
- Jean Joseph Amable Humbert (1767-1823)

## Galerie

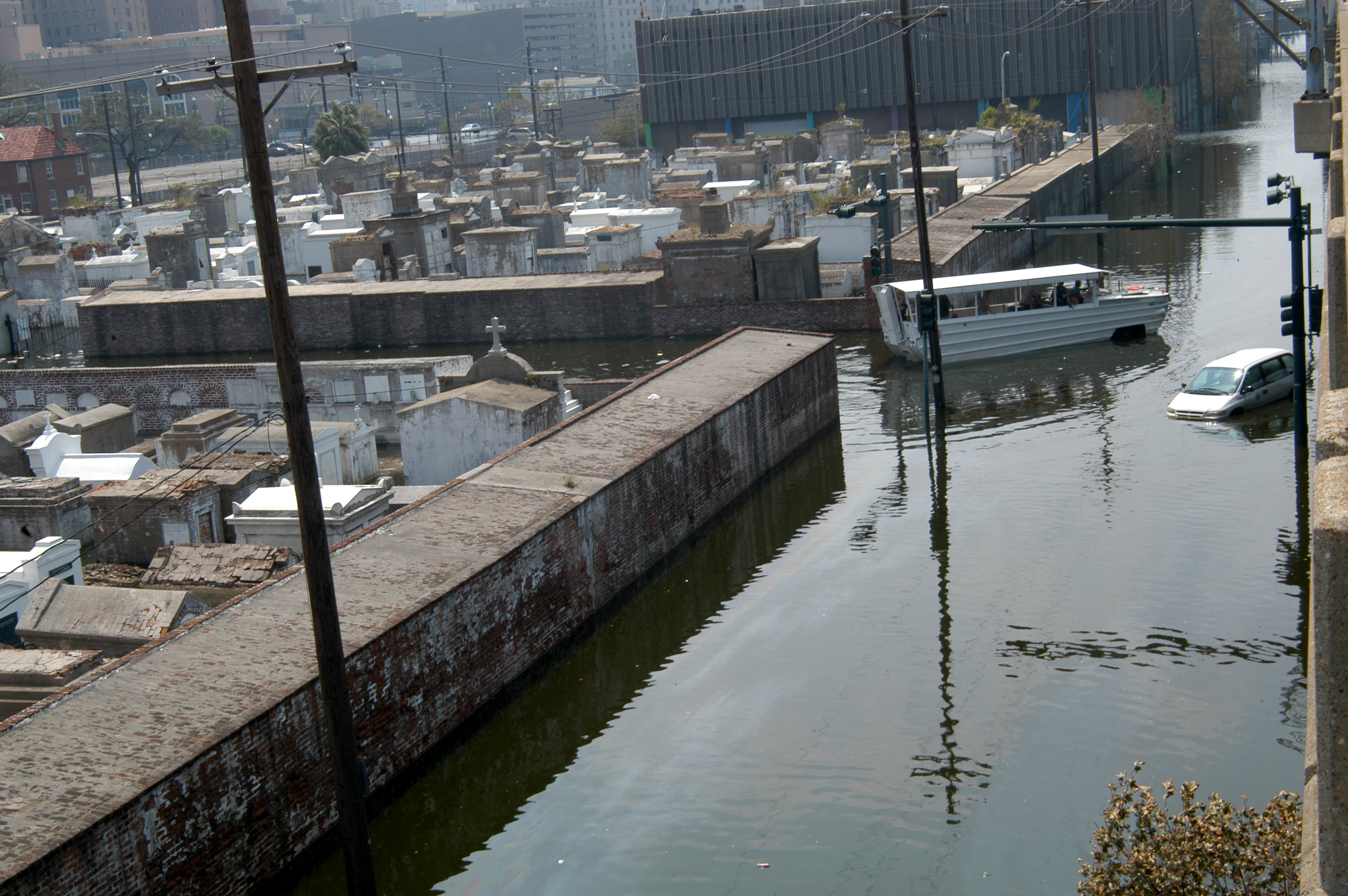
Inondation du cimetière lors de l'ouragan Katrina.
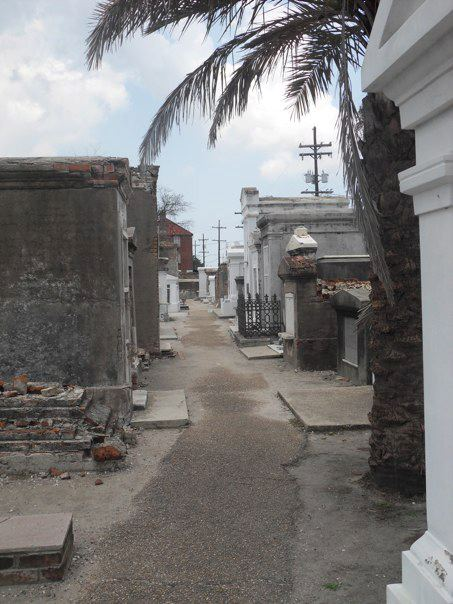
Allée du cimetière.
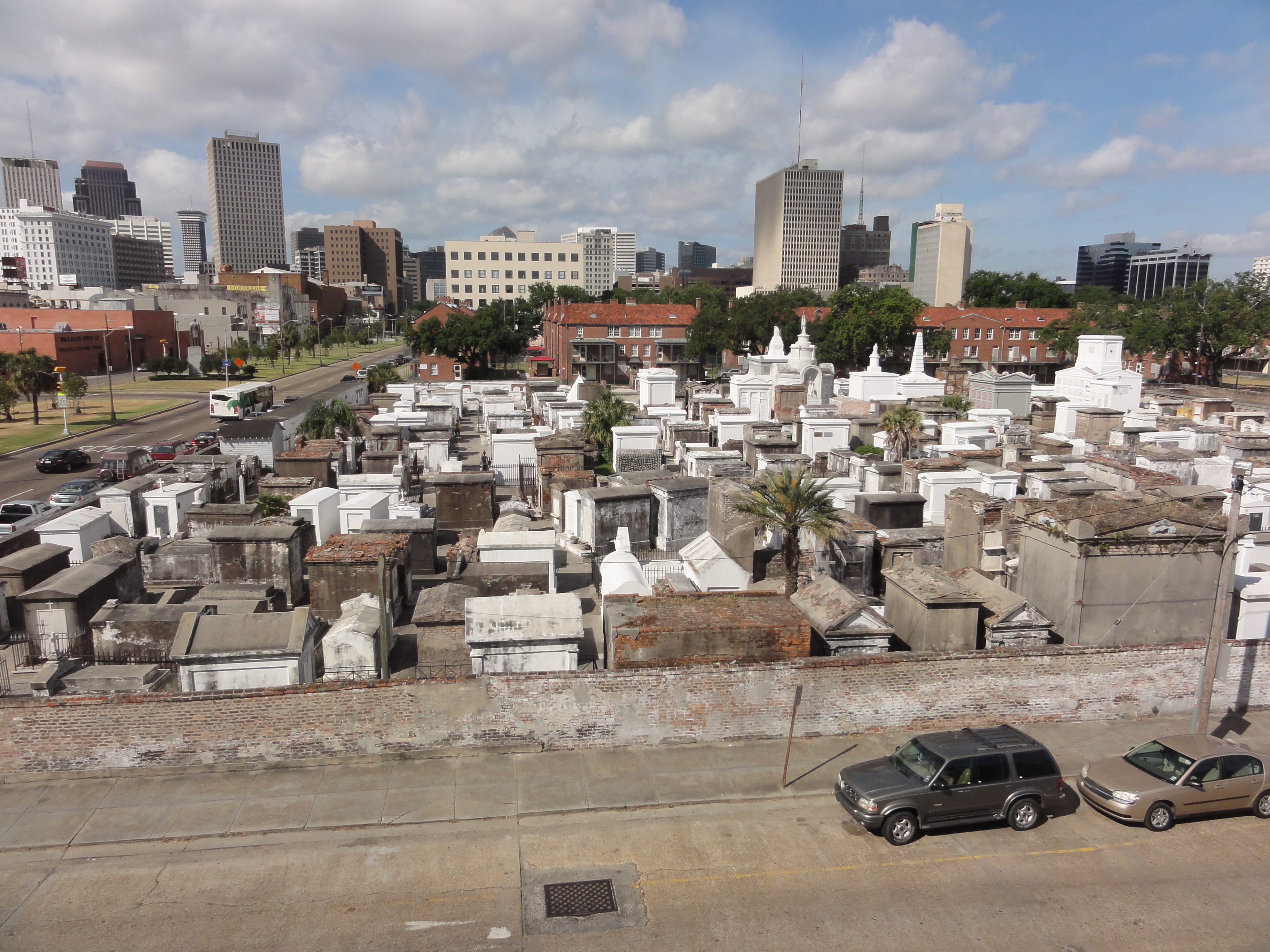
Vue du cimetière Saint-Louis et des gratte-ciels de La Nouvelle-Orléans.